# 충렬여자중학교
충렬여자중학교(忠烈女子中學校)는 대한민국 경상남도 통영시 용남면 장평리에 있는 사립 중학교이다.

## 학교 연혁
- 1955년 2월 11일 : 통영 충렬사에서 학교법인 설립
- 1956년 3월 16일 : 충렬여자중학교 설립인가
- 1970년 9월 1일 : 학교법인 한송재단 설립(화산 하원대 이사장 취임)
- 2005년 1월 20일 : 신축학교 이전 완료
- 2016년 7월 1일 : 교기(트라이 애슬론) 지정
- 2021년 3월 1일 : 이치은 교장 부임
- 2023년 2월 8일 : 제67회 졸업식(졸업생 138명, 졸업생누계 13,523명)
- 2023년 3월 2일 : 2023학년도 신입생 134명 입학

## 참고 자료
- 충렬여자중학교 - 한국교육학술정보원 학교알리미